# Acropoli di Tarquinia
Acropoli di Tarquinia este o arie protejată (arie specială de conservare — SAC, sit de importanță comunitară — SCI) din Italia întinsă pe o suprafață de 219 ha, integral pe uscat.

## Localizare
Centrul sitului Acropoli di Tarquinia este situat la coordonatele 42°15′20″N 11°47′17″E / 42.255556°N 11.788056°E.

## Înființare
Situl Acropoli di Tarquinia a fost declarat sit de importanță comunitară în decembrie 1995 pentru a proteja un număr necunoscut de specii din flora spontană și fauna sălbatică aflate în arealul zonei. Situl a fost protejat și ca arie specială de conservare în decembrie 2016.

## Biodiversitate
Situată în ecoregiunea mediteraneană, aria protejată conține 2 habitate naturale: Pseudostepă cu ierburi și specii anuale de Thero-Brachypodietea, Pajiști carstice calcaroase sau bazofile, de Alysso-Sedion albi.
La baza desemnării sitului se află un număr nedeclarat de specii protejate.